# Anton Maria Schyrleus de Rheita
Anton Maria Schyrleus de Rheita (ursprünglich Johann Burkhard Schyrl, Schyrle, Schürle; * 1604 in Reutte; † Oktober/November 1660 in Ravenna) war ein Priester und Astronom. Er war ein Meister der Konstruktion von Fernrohren.

## Leben
Geboren 1604 in Reutte war sein älterer Halbbruder Georg Schyrle seit 1622 Hofrat und Küchenmeister beim Freisinger Fürstbischof Veit Adam von Gepeckh und sein Bruder Elias wurde 1643 Pater im Birgittenorden in Altomünster bei Augsburg.

### Ordenseintritt und erste optische Studien
Im Alter von 18 Jahren trat er als Mönch in das Kloster Indersdorf der Augustiner-Chorherren ein und kam am 14. Oktober 1623 zu einem dreijährigen Studium nach Ingolstadt, wo er auch mit der Astronomie vertraut wurde. An der Universität Ingolstadt hatten zuvor Christoph Scheiner, Johann Baptist Cysat und nun der Jesuit Hieronymus Kinig (1582–1646), der bis 1626 in Ingolstadt blieb, Optik und Astronomie gelehrt. Hier eignete er sich in Theorie und Praxis die Kenntnis an, Linsen zu schleifen und sie durch den Wechsel von Konkav- und Konvexlinsen so anzuordnen, dass gewünschte Vergrößerungen erreicht wurden.
Nach seinem Studium kehrte er jedoch nicht mehr zu den Augustinern zurück, sondern trat 1627 in Passau in den Kapuzinerorden ein. Sein Familienname ging der klösterlichen Tradition zufolge unter; sein Klostername Anton Maria erhielt den Zusatz „de Rheita“ (von Reutte). 1636 sandte ihn sein Orden als Lektor der Philosophie nach Linz.

### Diplomat und Kurier
Auf der dortigen Burg hielt Kaiser Ferdinand III. aus politischen Gründen den Kurfürsten Philipp Christoph von Sötern gefangen. Schyrle diente diesem ab 1637 zunächst als Beichtvater und Berater, aber schon ab 1638 als Diplomat und Kurier, wozu er vom Papst die Reiseerlaubnis erhalten hatte. 1640 reiste er als Vertreter des Kurfürsten zur Visitatione Sacrorum Liminum nach Rom zu Papst Urban VIII., um ihm über den Zustand der Diözesen Trier und Speyer zu berichten. Der Kaiser, durch diese vertraulichen Kontakte misstrauisch geworden, verbannte Schyrle 1641 aus allen habsburgischen Ländern.
(Nach einer anderen Überlieferung zu seinen frühen Jahren soll er aus Böhmen stammten. Antonín Maria Šírek z Reity (* 1597 Böhmen; † 1660 Ravenna) war Priester und Mitglied der Kapuzinerbruderschaft im Kloster Rheit in Böhmen. Ein solches Kloster ist aber unauffindbar.)

### Weitere astronomische Forschungen
Dadurch wurde er für vier Jahre vom Kurfürsten getrennt, in denen er emsig forschte.
1642 machte Schyrle in Köln astronomische Beobachtungen und optische Messungen. 1643 erschien in Löwen sein wissenschaftliches Erstlingswerk. Schyrle meinte "nachzuweisen", dass der Planet Jupiter nicht vier, sondern neun Monde besitzt und der Saturn sechs. Ebenso glaubte er, Marsmonde "entdeckt" zu haben. Schyrle deutete jedoch fälschlicherweise Sterne im Hintergrund der Planeten als ihre vermeintlichen Trabanten. Deshalb, und weil er zusammen mit Malapart und Tarde behauptete, Scheiners Sonnenflecken seien Planeten, nannte ihn Johann Heinrich von Mädler "überhaupt nicht glücklich in seinen astronomischen Conjecturen".
1643 war er in Augsburg bei Johann Wiesel.
Hier traf er auch Gervasius Mattmüller (* um 1593; † 2. Mai 1668), der seit 1637 als kaiserlicher Ingenieur und Optiker in Wien lebte.
Im August 1644 war er in Antwerpen zur Vorbereitung seines Buchs.
1645, nachdem Kepler darauf hingewiesen hatte, dass man das in seinem Fernrohr umgekehrt erscheinende Bild durch Hinzufügen einer dritten Linse wieder aufrichten könne, konstruierte Schyrle zuerst ein solches terrestrisches Fernrohr.
In Antwerpen gab er im gleichen Jahr sein wissenschaftliches Hauptwerk Oculus Enoch et Eliae heraus, mit dem er sein binokulares Teleskop vorstellte. (Die Nennung der Propheten Enoch und Elias, die in der Ankunft Christi eine neue Welt erblickten, sollte darauf hinweisen, dass mit dem neuen Fernrohr ebenfalls neue Welten entdeckt werden können.)
Als der Kurfürst 1645 aus der Gefangenschaft zurückkehrte, zog Schyrle zu ihm nach Trier und wurde als sein politischer Berater in die erbitterten Machtkämpfe um dessen Nachfolge hineingezogen. Seine Tätigkeit beim Kurfürsten gab ihm aber auch den finanziellen Rückhalt, seine teuren Forschungen fortzuführen. Als der Kurfürst 1652 starb, verließ Schyrle Trier, um einer Festnahme zu entgehen.
Seine Feinde ruhten jedoch nicht und entfesselten gegen ihn einen Inquisitionsprozess, der ihn bis an sein Lebensende beschäftigte. 1653 wurde er in Brüssel auf Anweisung aus Rom unter Arrest gestellt, konnte sich jedoch der Haft entziehen und kam nach einer Flucht über Frankreich bald nach Deutschland zurück. Er begann mit dem Bau eines rund drei Meter langen Fernrohres für den Mainzer Kurfürsten Johann Philipp von Schönborn.

### Tätigkeit und Klosterhaft in Italien und Beginn der Fertigung von Teleskopen
1656 beorderte der Ordensgeneral Schyrle nach Rom, wies ihm Bologna als Aufenthaltsort zu, wo er nach kurzer Freiheit in Klosterhaft kam. 1657 verfügte Papst Alexander VII. seine Verbannung nach Ravenna. In der Verbannung entwickelte Schyrle nochmals große Schaffenskraft, als er ein leistungsstarkes Teleskop für den Kurfürsten von Mainz verfertigte. 1657 plante er, in Mainz die erste moderne Sternwarte der Welt einzurichten. Da er aber nie mehr die Freiheit erlangte und am Verbannungsort starb, blieb dieses Vorhaben unverwirklicht.

### Pionier der Fernrohrkonstruktion
Als Pionier der Fernrohrkonstruktion überragte er Galilei und Johannes Keppler. Sein Teleskop aus vier konvexen Linsen ermöglichte bis dahin nicht erreichte Beobachtungen. Er brachte die exakte Planung, die eine serienmäßige Fertigung ermöglichte, in den Fernrohbau ein. Noch bedeutsamer waren seine theoretischen Ausführungen über das astronomische Fernrohr. Er schuf die noch heute gebräuchlichen Begriffe Objektiv und Okular. Mit seinem binokularen Fernrohr erzielte er größere und schärfere Bilder als mit dem gebräuchlichen einrohrigen.
Er bildete auch ständig Optiker aus. Einer seiner Schüler bot das von Schyrle entwickelte Teleskop den Engländern zum Kauf an. Die Briten stellten dieses Fernrohrs ab 1660 selbst her und setzten es für militärische Zwecke ein.
Der Mondkrater Rheita und das Vallis Rheita sind nach ihm benannt.

## Werke
- Oculus Enoch et Eliae sive radius sidereomysticus. Antwerp: Hieronymus Verdussen, 1645. https://archive.org/details/bub_gb_cCQONMpvZEoC